# ميغيل كارو كوينتيرو
ميغيل كارو كوينتيرو (بالإسبانية: Miguel Caro Quintero)‏ هو مهرب مخدرات مكسيكي، ولد في 1963 في Badiraguato Municipality ‏ في المكسيك.